# Calamagrostis fiebrigii
Calamagrostis fiebrigii är en gräsart som beskrevs av Pilg.. Calamagrostis fiebrigii ingår i släktet rör, och familjen gräs. Inga underarter finns listade i Catalogue of Life.